# The Stand (novela)
The Stand (La danza de la muerte) es una novela postapocalíptica de terror y suspense del escritor estadounidense Stephen King, publicada originalmente en 1978. En ella, King reelabora la trama de su cuento "Marejada nocturna" (incluido en El umbral de la noche). Es la cuarta novela escrita por King, una de las más conocidas a nivel mundial y en Estados Unidos, la ficción más vendida del autor. Varios críticos y fanes consideran la obra como uno de los mejores trabajos de King.
En 1990, la novela fue reeditada bajo el título de The Stand: The Complete & Uncut Edition (Apocalipsis). En esta nueva edición, King recuperó parte del texto original, el cual había sido eliminado en favor de la brevedad. Además de agregar y revisar algunas secciones, el autor cambió la ambientación de la historia de 1980 a 1990, y puso al corriente varias de las referencias a la cultura pop. Además, la nueva versión contó con ilustraciones de Berni Wrightson.
En 1994 se emitió en la televisión estadounidense una miniserie basada en el libro, con guion del propio King.

## Resumen del argumento

### Prólogo: "El círculo se abre"
Charles D. Campion, uno de los miembros del aparataje de seguridad del complejo militar en que se desarrolla el llamado Proyecto Azul, detecta un fallo catastrófico en el procedimiento y logra escapar con su familia, sin saber que llevaba consigo algo más que su equipaje.

### El Capitán Trotamundos
La novela está dividida en tres partes o libros. La primera parte, titulada "El Capitán Trotamundos", se extiende durante los 19 días (16 de junio al 4 de julio de 1990), relatando el escape y propagación de un arma biológica, el virus de una supergripe conocido formalmente como el "Proyecto Azul" y coloquialmente como "el Capitán Trotamundos" o "Rey Muerte". La epidemia provoca la muerte de la mayor parte de la población estadounidense (y mundial, ya que se da a entender que los hombres del General Starkey liberaron el virus en Europa oriental, China y la Unión Soviética y también se menciona a Perú y Senegal durante una discusión tras la epidemia sobre muertes debidas a causas naturales). El 99,4% de la población es susceptible de ser infectada por el Capitán Trotamundos y la enfermedad tiene una tasa de mortalidad del 99,4%. Así, poco a poco (empezando por Estados Unidos) la "supergripe" mata al 99.9% de toda la humanidad.

### En la frontera
En esta parte, que va del 5 de julio al 6 de septiembre de 1990, varios pequeños grupos de supervivientes realizan odiseas que cruzan los Estados Unidos. Entre los supervivientes se encuentran una estudiante universitaria que está embarazada y un alumno de secundaria con sobrepeso que proceden de Ogunquit, Maine (Frances Goldsmith y Harold Lauder, respectivamente); un operario de fábrica del pueblo ficticio de Arnette, Texas (Stuart Redman); un músico pop de Nueva York (Larry Underwood); un sordomudo inteligente y vagabundo originario de Nebraska (Nick Andros); una virginal maestra de jardín de Nueva Hampshire con un oscuro secreto (Nadine Cross); un chico salvaje, amnésico y telépata (Leo "Joe" Rockway); un profesor de sociología agudo y pesimista de Nueva Hampshire (Glen Bateman) y su perro, un Setter Irlandés llamado Kojak, que es uno de los poquísimos perros inmunes a la plaga; un granjero alegre y amable de Oklahoma (Ralph Brentner); y un agradable hombre de Oklahoma con retraso mental (Tom Cullen). Todos ellos son atraídos por un mismo sueño, el sueño de una mujer negra de 108 años de edad de Hemingford Home, Nebraska, a quien ven como un refugio y como la representante del bien en la lucha contra el mal. Esta mujer, Abigail Freemantle (conocida como "Madre Abigail"), se transforma en la líder espiritual de este grupo de sobrevivientes y los guía a Boulder, Colorado, llamada "la Zona Libre" (oficialmente, "La Zona Libre de Boulder"), donde comienzan a restablecer una sociedad democrática. La mayor parte de esta sección de la novela trata sobre la lucha por crear una sociedad ordenada prácticamente desde cero. Boulder resulta tener relativamente pocas víctimas de la plaga con respecto a otras ciudades debido a un éxodo masivo provocado por un falso rumor durante las primeras etapas de la plaga según el cual la epidemia se habría originado en el Centro de Verificación Ambiental de Boulder. Pese a que hay varios cadáveres presentes, su cantidad es mucho menor que en cualquier otra gran ciudad de Norteamérica.
Mientras tanto, otro grupo de sobrevivientes compuesto por un ladrón no muy listo (Lloyd Henreid); un pirómano esquizofrénico (Donald Merwin Elbert, conocido como "Trashcan"); un carnicero y excocinero del ejército (Whitney Horgan); una adolescente inestable y ninfómana (Julie Lawry); un criminal violento con apariencia de pirata ("el Hombre Rata"); una exbailarina de cabaret (Jenny Engstrom) y un ex-detective del Departamento de Policía de Santa Mónica (Barry Dorgan) son atraídos a Las Vegas, Nevada por Randall Flagg (conocido como "el Hombre Oscuro" o "el Dandy"), un ser malvado con poderes sobrenaturales. Flagg es el representante del mal, el opuesto de Madre Abigail. Su gobierno es tiránico y brutal, y utiliza la crucifixión, la tortura y otros tormentos como castigo hacia aquellos que no le son leales, esto es demostrado cuando crucifican a un sujeto llamado Héctor por ser drogadicto. Su grupo consigue reorganizar su sociedad rápidamente y reconstruir la ciudad.
La sociedad democrática de la Zona Libre no carece de problemas. Madre Abigail pronto es elevada a una categoría pseudodivina por sus vecinos y siente que ha pecado de orgullo por lo que desaparece en un viaje de reconciliación con Dios. Entretanto, la amargura de Harold por su amor no correspondido hacia Fran, y el compromiso secreto de Nadine con Flagg, llevan a ambos a detonar una bomba de dinamita en una asamblea del comité de la Zona Libre. La explosión, que mata a muchas personas, ocurre al mismo tiempo que Madre Abigail es descubierta tremendamente debilitada por el tiempo que pasó en la intemperie buscando respuestas de Dios.

### Apocalipsis
En la última parte, que transcurre desde 7 de septiembre de 1990 al 10 de enero de 1991, el escenario ya está listo para la confrontación final: cada grupo es consciente de la existencia del otro y reconoce a su opuesto como una amenaza para su supervivencia, llegando a ser una lucha del bien contra el mal. Sin embargo no hay una batalla épica; en su lugar, y a petición de Madre Abigail, Stu, Larry, Ralph y Glen se dirigen hacia Las Vegas tras la muerte de ésta. Stu se rompe una pierna en el camino y el resto continúa su marcha, pero pronto encuentran a los hombres de Flagg que los hacen prisioneros. Flagg reúne a toda su gente para que sean testigos de la ejecución de sus enemigos pero antes de que suceda, el Hombre Basura ("Trashcan") llega con una bomba nuclear y una mano brillante y gigantesca ("La Mano de Dios") detona la misma, destruyendo a los seguidores de Flagg.
Stu, con la ayuda de Kojak y luego de Tom Cullen, sobrevive a su herida y al duro invierno posterior. Los tres logran volver con vida a Boulder poco después del nacimiento del hijo de Fran. A pesar de que el bebé inicialmente enferma de la supergripe, consigue sobreponerse. Al final, Stu y Fran deciden regresar a Maine. La edición original termina aquí con ambos preguntándose si la raza humana podrá aprender de sus errores. La respuesta dada en la última oración es ambigua: "No lo sé".

## La versión extendida:Apocalipsis
La edición posterior posee un prólogo y un epílogo, sumando 1.583 páginas de principio a fin.
El prólogo, titulado "El círculo se abre", ofrece varios detalles concernientes a la creación del virus y la violación de seguridad que permitió su escape del complejo donde fue creado.
El epílogo, "El círculo se cierra", da una impresión más oscura: Flagg (bajo el nombre de Russell Faraday) se encuentra con unos nativos a los que toma como sus seguidores. Esto encaja con el tema de "la rueda del ka" (es la fuerza que rige a todos los seres) propuesto por King, en sus libros de "La Torre Oscura".

## Personajes

### Nick Andros
Nick es un vagabundo sordomudo de 22 años de edad, originario de Caslin, Nebraska. Poco después del comienzo de la epidemia, unos maleantes locales le atacaron y robaron en las afueras del pueblo ficticio de Shoyo, Arkansas. Nick se hace amigo del sheriff del lugar y de su esposa, a quienes debe ver morir durante el paso de la epidemia. Mientras el Capitán Trotamundos avanza, Nick también es testigo de la muerte de dos de sus cuatro asaltantes en la cárcel del pueblo (donde él monta guardia como oficial interino, ya que no hay más gente sana en los alrededores). Un tiempo después libera al tercer asaltante y es confrontado por el cuarto, Ray Booth (que aún no había sido hallado y arrestado). Nick casi muere debido a una infección provocada por un corte que recibió durante una riña con Ray Booth que había regresado para matarlo; Nick, aterrado, dispara por accidente el arma que tenía en su cinturón, la bala le roza la pierna y se infecta. Cuando al fin se recupera, comienza su viaje hacia Hemingford Home, Nebraska. 
En el camino conoce a Tom Cullen y luego a Ralph Brentner. Nick lidera el creciente grupo de sobrevivientes que se dirige hacia Nebraska y conoce a Madre Abigail, quien los guía posteriormente a Boulder. Nick es elegido miembro del Comité de la Zona Libre, donde se desempeña como su principal impulsor, y más tarde recluta a Tom Cullen para actuar como espía en el oeste.
Nick muere durante el intento de Harold Lauder de asesinar a todo el Comité y luego se revela que era Nick quien debería haber liderado al grupo que debe enfrentar a Randall Flagg. Sin embargo, el espíritu de Nick se aparece ante Tom Cullen, guiándolo a casa y mostrándole cómo salvar la vida de Stu Redman durante su enfermedad.
En la versión extendida, Nick pierde por un tiempo la visión de un ojo cuando es atacado por Booth. Booth recibe un disparo y muere, pero la herida hace que Nick lleve un parche en el ojo casi todo el resto de la novela.
En la novela existe un error menor de continuidad: el sheriff interroga a Nick acerca de su edad y este le contesta que tiene 22 años; pero cuando le escribe al sheriff algunos detalles de su vida, afirma que nació en noviembre de 1968, por lo que, en el momento de la historia, tendría 21 años.
En la miniserie para televisión, Nick Andros fue interpretado por Rob Lowe. En la versión de 2020, su papel lo protagonizó Henry Zaga.

### Glen Bateman
Glendon Pequod "Glen" Bateman es un profesor adjunto de sociología que se jubiló cuando se produjo el ataque de la supergripe. Glen conoce a Stu cerca de su casa en Woodsville, Nueva Hampshire. Bateman es un hombre mayor con problemas de artritis cuya sabiduría siempre es útil a la hora de aconsejar a su joven amigo. Al igual que Stu, Bateman sueña con Madre Abigail y se une a Stu, Frannie y Harold en su viaje para encontrarla. Glen se convierte en miembro del Comité de la Zona Libre de Boulder y también es el cuarto hombre en integrar el grupo que deberá enfrentar a Randall Flagg en Las Vegas. Cuando Stu resbala y se fractura una pierna, Glen, Larry y Ralph continúan su camino y son detenidos por los hombres de Flagg. Flagg le ofrece a Glen su libertad si se pone de rodillas y se lo pide. Glen se niega mientras se ríe del Hombre Oscuro por ser tan insignificante, lo que lleva a Flagg a ordenar a Lloyd Henreid que lo mate. "No importa, Sr. Henreid," dice Glen mientras muere, "usted no entiende nada." 
En la miniserie para televisión, es interpretado por Ray Walston. En la versión de 2020, su papel lo protagonizó Greg Kinnear.

### Ralph Brentner
Nick y Tom son los primeros personajes en conocer a Ralph, un amistoso granjero, cuando sus caminos se cruzan en la ruta entre Oklahoma y Nebraska, y juntos forman el primer grupo en encontrar a Madre Abigail. Pese a no poseer una educación formal, Ralph tiene un gran sentido común y es muy práctico, por lo que es elegido como miembro del primer Comité de la Zona Libre. Ralph suele actuar como la "voz" de Nick, leyendo sus notas a los demás durante las reuniones del comité. Ralph sobrevive al intento de asesinato de Harold Lauder y es elegido como uno de los cuatro que enfrentarán a Flagg. Se dirige a Las Vegas junto con Stu, Glen y Larry, y es quien convence a Larry de abandonar a Stu cuando este se quiebra una pierna. Ralph y su grupo son capturados por Flagg y reciben la sentencia de ser desmembrados frente al Hotel de la MGM. Ralph es el primero en darse cuenta de la "Mano de Dios" cuando esta desciende desde el cielo hacia el arma nuclear del Hombre Basura, detonándola y matando a todos los presentes.
En la miniserie para televisión, es interpretado por Peter Van Norden. En la versión de 2020, su papel lo protagonizó Irene Bedard, ahora llamada Ray.

### Charles D. Campion
Campion es un soldado destinado a una base en el desierto de California y el primer transmisor de la supergripe. Una noche, mientras se encontraba de guardia, el virus escapa del complejo y Campion consigue huir con su familia antes que la base se cierre automáticamente intentado evadir al virus escapando con su esposa y su bebé por carretera. 
Más tarde fallece al estrellar su auto en la gasolinera a las afueras de Arnette, Texas, frente a Stu y sus amigos iniciando así la propagación de la enfermedad y desatando los acontecimientos relatados en la novela. 
En la miniserie para la televisión, fue interpretado por Ray McKinnon. En la versión de 2020, su papel lo protagonizó Curtiss Cook Jr.

### Nadine Cross
Nadine es una maestra en un colegio privado que ha conservado su virginidad por un sentimiento apenas definido aunque poderoso de estar destinada para algo tan siniestro como único. Tras la epidemia de supergripe, ella encuentra a un chico al que llama Joe (el chico ha retrocedido a un estado mental salvaje pero confía en ella). Luego, Nadine conoce a Larry Underwood cuando Joe lo encuentra durmiendo. Joe estaba reuniendo el valor para matar a Larry cuando Nadine lo interrumpe. La pareja sigue a Larry en secreto hacia Maine, donde Joe finalmente trata de matar a Larry y es fácilmente dominado por él. Después de conversar con Larry, acuerdan unir sus fuerzas para buscar a otros sobrevivientes. Nadine se encuentra atraída hacia Larry pero su convicción subconsciente de que debe permanecer "pura" se ha fortalecido y comienza a tomar forma: ella empieza a temer y prever que está destinada a Flagg.
Tras su llegada a Boulder, Nadine comienza a abandonarse al atractivo del Hombre Oscuro, y Joe (que se ha recuperado lo bastante para decir que su nombre verdadero es Leo Rockway) se niega a tener nada que ver con ella. Luego, Leo revela que ella ya sabía que era demasiado tarde para dormir con Larry. Nadine realiza un último y desesperado intento por seducir a Larry y así romper su compromiso virginal con Flagg, pero Larry ahora está enamorado de Lucy Swann y rechaza sus avances. Nadine se entrega a Flagg completamente, comunicándose con él por medio de una tabla ouija. Siguiendo las órdenes de Flagg, seduce a Harold Lauder (aunque no hará "ese pequeño detalle" con él, pese a que aparentemente son libres de hacer sexualmente cualquier otra cosa que deseen) y lo usa para tratar de asesinar al comité, un plan que hubiese tenido éxito de no ser por el regreso de Madre Abigail y la premonición de Fran Goldsmith. 
Nadine viaja al oeste con Harold; cuando la motocicleta de él se estrella, Nadine sugiere que fue su elección que Harold muera en un accidente en lugar de ser asesinado por Flagg en Las Vegas. Harold le dispara y casi le acierta, indicando que posiblemente ella prefiera la muerte antes de la oscura consumación que la espera y que los poderes de Flagg son limitados. Nadine continúa hacia Las Vegas hasta una noche en que Flagg se aproxima a ella en el desierto, revela su verdadera naturaleza ante ella y la viola, una experiencia que la llena de tanto terror (al tiempo que le provoca un inmenso placer) que queda catatónica. Flagg la lleva a Las Vegas y ambos se instalan en el penthouse del MGM Grand inmediatamente después de anunciar que ella está embarazada. Finalmente, Nadine se recupera lo suficiente como para burlarse de Flagg por sus fracasos y consigue aguijonearlo hasta que él la arroja del balcón, matándola junto con su hijo no nato. 
En la miniserie para la televisión, fue interpretada por Laura San Giacomo. En la versión de 2020, su papel lo protagonizó Amber Head.

### Tom Cullen
Tom Cullen es un hombre de entre 30 y 40 años que sufre de un leve retraso mental. Nick lo encuentra mientras atraviesa Oklahoma para llegar a Nebraska. Entre ambos surge un intenso lazo de amistad pese a que Nick no puede hablar y Tom no puede leer las notas de Nick; pero cuando se topan con Ralph Brentner, Tom finalmente consigue saber el nombre de Nick.
Por lo general, Tom posee un patrón del habla igual al de un niño y suele referirse a sí mismo en tercera persona. Además, Tom piensa que todo se deletrea "L-U-N-A". Cuando necesita realizar un pensamiento lógico, Tom, que no tiene un retraso severo y puede pensar normalmente, suele caer en una especie de auto-hipnosis donde es capaz de realizar las conexiones que no puede hacer mientras está "despierto" (es decir, consciente y enfocado en algo superficial). Nick, Stu y Glen aprovechan esta habilidad para colocarle una sugestión post-hipnótica que le permitirá actuar como el tercer espía de la Zona Libre. Mientras está hipnotizado, Nick, Stu y Glen descubren que en este estado Tom posee el mismo tipo de conocimiento profético que Madre Abigail, refiriéndose a sí mismo como el mismo Tom que Nick conoció en Oklahoma pero, al mismo tiempo, proclamándose el "Tom de Dios". 
Tom viaja al oeste y da la misma explicación que le fue implantada en forma hipnótica para entrar en Las Vegas y evitar ser detectado por Flagg. Al parecer Tom no puede ser detectado a raíz de su retraso y Flagg le dice a Dayna que cada vez que intenta ver al tercer espía sólo consigue ver la luna; Dayna, que previamente había creído ver a Tom, ve su sospecha confirmada y se suicida antes que delatarlo ante Flagg. Cuando la luna llena se eleva sobre Las Vegas, la sugestión post-hipnótica de Tom se activa y este comienza su regreso a Boulder. En el camino, Tom encuentra a Stu sufriendo por su pierna quebrada y una neumonía, provocada por su exposición a la intemperie. Originariamente, Tom se hallaba muy al este de donde estaba Stu, pero un sueño profético le dice que debe volver sobre sus pasos para encontrar a Stu. Con la ayuda del espíritu de Nick que se le aparece en visiones (puesto que Nick ya está muerto debido a la bomba de Harold Lauder, aunque Tom no lo sabe), Tom logra ayudar a Stu a recuperarse en un motel de Utah durante parte del invierno. Juntos, Tom y Stu regresan a Boulder e informan la destrucción de Las Vegas. 
En la miniserie para televisión, es interpretado por Bill Fagerbakke. La elección de Fagerbakke como Tom Cullen suele ser mencionada en varios medios de comunicación cuando se habla de la miniserie y, aunque no ganó ningún premio o nominación por su papel, muchos consideran que este fue el mejor trabajo de su carrera. En la versión de 2020, su papel lo protagonizó Brad William Henke.

### Donald Merwin Elbert ("Trashcan")
Donald Merwin Elbert, conocido como el "Hombre Basura" (Trashcan), es un pirómano esquizofrénico que solía meterse en problemas de joven debido a su fijación con el fuego. Recibió terapia de electroshock en un hospital psiquiátrico en Terre Haute, Indiana, antes de ser encarcelado por provocar un incendio cuando era adolescente. Basura dejó la prisión tras el paso de la epidemia y regresó a su casa en Powtanville, Indiana. Basura satisface su ambición de prender fuego a una ciudad haciendo estallar los tanques de petróleo de Powtanville y destruyendo la ciudad de Gary, Indiana (Des Moines, Iowa en la miniserie de televisión); en el proceso, casi se mata y su brazo queda desfigurado. Luego se une a Randall Flagg, abandonando su idea de incendiar el resto del mundo. El Hombre Oscuro se le aparecía en sueños prometiéndole un "gran trabajo" en el desierto. Después de curar su brazo, encuentra una bicicleta y se dirige al oeste a toda velocidad. 
En el camino, Basura pasa algún tiempo con un criminal engreído y maniático que se hace llamar "el Muchacho", pero cuando el Muchacho no sólo amenaza con matar a Basura (varias veces y siempre por razones mezquinas) sino con derribar al Hombre Oscuro, Flagg envía unos lobos para salvarlo. El Muchacho termina arrinconado en un auto con la manada de lobos rodeándolo día y noche y Basura sigue su viaje. Cuando llega a Las Vegas, él también recibe una piedra negra con una grieta roja (igual que Lloyd Henreid). Basura, por sus talentos innato sobre artefactos destructivos, queda a cargo de buscar armas en el desierto y ayudar a armar aviones caza en la Base de la Fuerza Aérea de Indian Springs. Basura realiza su trabajo a la perfección hasta que un comentario de sus compañeros le hace recordar su tormentosa juventud. En un episodio esquizofrénico, Basura destruye varios camiones y aeronaves, mata a todos los pilotos experimentados y huye al desierto.
Angustiado por su acción, Basura trata de redimirse ante Flagg llevándole el arma más poderosa que puede encontrar: la cabeza nuclear de un misil. Basura transporta la bomba atómica en un tráiler sujeto a un todoterreno, envenenándose lentamente por la radiación. Finalmente, Basura provoca la (aparente) destrucción de Flagg cuando la Mano de Dios desciende y activa la bomba, destruyendo Las Vegas y todos sus habitantes.
En la miniserie para televisión, es interpretado por Matt Frewer.En la versión de 2020, su papel lo protagonizó Ezra Miller.

### Juez Farris
Richard Farris es un hombre de casi ochenta años que se une al grupo de Larry en Nueva Inglaterra mientras se dirigía a Nebraska. Conocido como "el Juez", este hombre, educado y perspicaz, había sido juez en los 50 pero hace mucho tiempo que está retirado. Larry recluta al Juez para desempeñarse como el primer espía de la Zona Libre. El juez intenta infiltrarse en Las Vegas desde el norte pero es interceptado por los vigías de Flagg en Idaho. Durante un tiroteo, el Juez muere de un disparo en la cabeza. Los vigías había recibido órdenes estrictas de no "estropear su cabeza" para que pueda ser enviada como un mensaje a la Zona Libre; Flagg aparece y asesina brutalmente al vigía que lo había hecho como castigo por arruinar su plan. Una curiosidad con este personaje es que sus iniciales son R.F mismas que Flagg utiliza muy a menudo en sus representaciones.
En la miniserie para la televisión, fue interpretado por Ossie Davis. En la versión de 2020, su papel lo protagonizó Gabrielle Rose.

### Randall Flagg
Randall Flagg, también conocido como "El Tipo Andarín", "El Hombre Oscuro" y "El Dandy", es el principal antagonista de la novela. Más (y menos) que un hombre común, él es la encarnación del mal, un ser similar al anticristo, cuya meta es la destrucción y la muerte, además de ser el opuesto de Madre Abigail. Su apariencia varía entre humana, demoníaca y la de varios animales y se insinúa que ha vivido varias vidas en varias épocas. "Flagg" tan sólo es el nombre de su forma actual. Tom Cullen describe a Flagg de la siguiente manera: «Es como cualquiera que se cruza contigo por la calle. Pero, cuando sonríe, los pájaros caen muertos de los cables del teléfono. Si te mira de determinada manera, la próstata deja de funcionar y la orina te arde. Donde él escupe la hierba se seca y muere. Está siempre fuera. Nació del tiempo y ni él mismo lo sabe». En las ocasiones excepcionales en que al lector se le permite ver las cosas desde la perspectiva de Flagg, se descubre que él no sabe de dónde viene, no posee ningún recuerdo previo al Capitán Trotamundos (aunque rememora vagamente algunos hechos aislados de violencia, principalmente haber estado involucrado en el secuestro de Patty Hearst y alguna especulación respecto a haber pertenecido al clan Manson). La mayoría de estos recuerdos están marcados por el hecho que Flagg fue capaz de escapar en el último segundo en cada evento.
Al igual que Madre Abigail, Flagg se aparece en los sueños de varios sobrevivientes, atrayendo a quienes se dejan llevar por la lógica, la racionalidad, la tecnología, la ley y el orden (todas las cosas que representan el mal según la visión de King). Flagg rescata a Lloyd Henreid de la prisión donde estaba muriendo de hambre, lo nombra su segundo al mando, y juntos establecen una comunidad en Las Vegas, Nevada. Pese a que posee la capacidad de predecir el futuro y otros poderes demoníacos, poco a poco comienza a perder su poder mientras sus planes fracasan. Al final de la novela, la Mano de Dios detona una bomba nuclear, destruyendo a los seguidores de Flagg y la mayoría, si no toda, de Las Vegas.
La versión expandida de la novela incluye un epílogo en que Flagg, en una nueva encarnación, despierta en algún lugar tropical desconocido donde conoce a una tribu primitiva, a quienes les dice que ha llegado para enseñarles lo que es la civilización y se identifica como Russell Faraday. El Hombre Oscuro es un personaje que aparece bajo muchos disfraces en otras novelas y cuentos de King, a menudo utilizando las iniciales R.F.
En la miniserie para televisión es interpretado por Jamey Sheridan. En la versión de 2020, su papel lo protagonizó Alexander Skarsgård.

### Abigail Freemantle
Madre Abigail es la personificación del bien y el opuesto de Randall Flagg. Ella vive en una granja en Hemingford Home, Nebraska, e inicialmente se aparece a algunos de los sobrevivientes por medio de sueños, atrayéndolos hacia ella del mismo modo que Flagg atrae a los suyos. Pese a que Dios le manda visiones, cuando peca de orgullosa pierde su capacidad profética y se exilia en el bosque. Al recuperar su habilidad, regresa a Boulder justo a tiempo para salvar a la mayoría de los integrantes del Comité de la Zona Libre de la bomba de Harold Lauder. En su lecho de muerte, Madre Abigail comparte una última visión: cuatro hombres del comité deben viajar al oeste y enfrentar a Randall Flagg. Ella no realiza ninguna predicción del desenlace, sino que dice que uno caerá antes de llegar a Las Vegas y que el resto será llevado ante Flagg. Madre Abigail muere poco después de revelar esta profecía.
En la miniserie para televisión, es interpretada por Ruby Dee. En la versión de 2020, su papel lo protagonizó Whoopi Goldberg.

### Fran Goldsmith
Fran es una estudiante de la Universidad de Nueva Hampshire que, al principio de la novela, se encuentra embarazada, lo que la lleva a un doloroso distanciamiento de su madre y a la destrucción de su relación con Jesse Rider, el padre del bebé. La supergripe diezma a su comunidad y sólo Harold Lauder y ella sobreviven. Ambos unen sus fuerzas y se dirigen a Stovington, Vermont, donde está asentado el Centro para el Control de Enfermedades, en busca de alguna autoridad. Luego, Stuart Redman les dice que el Centro fue aniquilado pero ellos continúan su viaje (junto a Stu y Glen Bateman) y encuentran el Centro tal como Stu les había dicho. Acto seguido deciden dirigirse al oeste para encontrar a Madre Abagail. Durante este nuevo viaje, Fran se enamora de Stu, hecho que ella escribe en su diario.
Fran se convierte en miembro del primer Comité de la Zona Libre y actúa como su compás moral. Tras su unión con Stu, Harold se vuelve celoso pero luego parece dejar el pasado atrás. No obstante, Fran continúa sospechando algo, lo cual resulta acertado luego de encontrar el diario de Harold con su plan de matar a Stu. Fran salva a la mayor parte del comité cuando tiene un inexplicable mal presentimiento en medio de una reunión. La bomba estalla y Fran recibe algunas heridas en la explosión, pero su hijo permanece sano. Ella se opone a que Stu viaje al oeste, pero termina por aceptarlo al darse cuenta de que no tiene otra opción. Un tiempo después, Fran se muda con Lucy Swann y nace su hijo. Pese a que inicialmente hay alegría, su bebé se enferma de la supergripe y Fran se siente devastada. Sin embargo, su suerte cambia al recibir noticias del regreso de Stu a la Zona Libre y de la recuperación del bebé.
A lo largo de toda la novela, Fran extraña cada vez más Maine y, al final del libro, ella, Stu y el bebé vuelven al este.
En la miniserie para la televisión, fue interpretada por Molly Ringwald. En la versión de 2020, su papel lo protagonizó Odessa Young.

### Peter Goldsmith-Redman
El hijo de Fran (bautizado en honor a su abuelo) nace en enero, hecho que es celebrado en toda la Zona Libre. Al poco tiempo se enferma de la supergripe y nadie piensa que pueda sobrevivir pero, gracias a la inmunidad parcial que heredó de su madre, Peter se transforma en el primer ser vivo que logra vencer al virus y recuperarse.
En la miniserie para la televisión, Fran da a luz a una niña que es llamada Abigail en honor a Abigail Freemantle.

### Lloyd Henreid
Al principio, Lloyd es un criminal de poca monta que, junto a Andrew "Poke" Freeman, se lanza a en un killing spree a través de Nevada, Arizona y Nuevo México, que termina con seis asesinatos, la muerte de Freeman y el encierro de Lloyd en una prisión de Phoenix. Durante el ataque de la plaga, la gente de la prisión comienza a morir (tanto prisioneros como guardias). Lloyd queda olvidado en su celda y termina por convertirse en el único sobreviviente en la prisión. Lloyd se alimenta con comida que había ahorrado, con cualquier rata, cucaracha u otra alimaña que llega a sus manos y está a punto de comerse la pierna del cadáver de la celda contigua (en la versión extendida, Flagg insinúa que Lloyd ya ha comido carne humana pese a los intentos de Lloyd por ocultar los cortes en la pierna antes de la llegada del Hombre Oscuro). Randall Flagg lo encuentra y lo libera después que Lloyd, que está medio muerto de hambre y delirando, acepta ser su mano derecha a pesar de sus sospechas de que el hombre es el diablo. En ese momento, Flagg le da a Lloyd una piedra negra con una grieta roja como símbolo de su lealtad hacia Flagg.
Extrañamente, Lloyd se descubre más inteligente y hábil de lo que había pensado con anterioridad, dirigiendo muchas de las actividades diarias en Las Vegas y supervisando las operaciones que se realizan en una base militar cercana; Lloyd atribuye su nuevo estado a Flagg. Es tremendamente leal a Flagg y opta por continuar junto a él pese a que sus dudas respecto al control de Flagg sobre la situación van en aumento y a que se le presenta la oportunidad de huir de Las Vegas con varios amigos.
Randall Flagg lo obliga a dispararle a Glen Bateman quien, al morir, perdona a Lloyd diciendo "No importa, Sr. Henreid. Usted no entiende nada." Lloyd está presente durante la ejecución de Larry y Ralph y muere en la explosión atómica provocada por el arma nuclear del Hombre Basura. Sus últimas palabras son "¡Mierda, estamos todos jodidos!" 
En la miniserie para la televisión, fue interpretado por Miguel Ferrer. En la versión de 2020, su papel lo protagonizó Nat Wolff.

### Kojak
Kojak (antes llamado Gran Steve) es el perro que Glen Bateman adopta después de que su amo muriese por la supergripe. Cuando Glen se va con Stu Redman, Kojak se queda atrás, pero luego los sigue y es atacado por lobos al llegar a la casa vacía de Madre Abigail, aunque consigue seguir adelante y llegar a la Zona Libre. Kojak se une a Glen, Stu, Ralph y Larry en su viaje a Las Vegas. Cuando Stu se quiebra la pierna, él permanece a su lado y mata animales salvajes para alimentar a Stu. Tras ser encontrados por Tom Cullen, todos juntos vuelven a Boulder. Se dice que Kojak sobrevivió a su amo por 16 años, lo que significa que habría muerto en 1996-7 (edición original) o en 2007 (edición revisada).

### Harold Lauder
Harold tenía 16 años y vivía en Ogunquit, Maine, al comienzo de la novela. Era el hermano de Amy Lauder, la mejor amiga de Fran Goldsmith. Un paria dentro de su colegio, Harold no facilita las cosas en absoluto comportándose en forma detestable y dándose aires de superioridad. También es un escritor talentoso, que prefiere utilizar una máquina de escribir. Tras la liberación del Capitán Trotamundos, el virus extermina a la población de Ogunquit excepto por Fran y Harold. Los dos deciden acudir al Centro para el Control de Enfermedades de Stovington, Vermont, dejando instrucciones pintadas en el techo de un granero.
Harold se enamora de Fran y se ve a sí mismo como su protector. Cuando se encuentran con Stuart Redman, Harold se niega a permitirle que los acompañe e incluso trata de dispararle, pero cede tras una conversación en la que Stu le dice que solamente quiere ir con ellos y que Harold puede quedarse con Fran. Luego de su visita al Centro abandonado en Vermont, el grupo se dirige a Nebraska y luego a Colorado para unirse a Madre Abagail, recogiendo a más sobrevivientes en el camino. Harold intenta profesar su amor por Frannie y es reprendido. Cuando Fran se involucra románticamente con Stu, Harold planea vengarse por celos.
Pronto Harold se transforma en un miembro respetado de la Zona Libre de Boulder y sus ideas suelen ser empleadas para mejorar la comunidad. En un momento de claridad, Harold se da cuenta de que realmente es aceptado y valioso en este extraño, nuevo mundo y que posee la libertad para elegir una nueva vida. Sin embargo, incapaz de escapar sus humillaciones del pasado, rechaza su última oportunidad para redimirse y se entrega a sus sueños de venganza, en especial contra Fran y Stu, llegando a apuntar un rifle contra Stu sin ser visto mientras buscan a la desaparecida Madre Abagail, aunque finalmente no dispara. Poco después, Nadine Cross se acerca a él y revela su conocimiento de las inseguridades profundas de Harold, sus odios y sus miedos. Ambos disfrutan de juegos sexuales y Harold sucumbe ante la seducción de Nadine quien le entrega su trasero. Cumpliendo los deseos de Flagg, Harold crea una bomba para destruir al Comité de la Zona Libre.
Tras detonar la bomba (que mata a siete personas), Harold y Nadine huyen hacia Las Vegas, pero en el camino Harold se resbala con su motocicleta y se quiebra una pierna. Flagg, que desconfía de Harold por tener "demasiadas ideas", parece haber arreglado el accidente. Harold sobrevive tremendamente herido e intenta disparar a Nadine; falla y Nadine lo abandona, continuando su viaje para encontrarse con Flagg en el desierto.
Sabiendo que va a morir, Harold escribe una nota en la que se responsabiliza por todas sus acciones aunque reconoce que no puede esperar ser perdonado. Afirma que tan sólo espera que el Altísimo pueda aceptar que fue conducido mediante engaños. Harold se suicida disparándose en la cabeza. Más tarde, Stu, Larry, Glen y Ralph encuentran su cuerpo y Stu señala que las acciones de Harold no sólo fueron un desperdicio para Nick y Susan, sino también para él mismo.
En la miniserie para la televisión, fue interpretado por Corin Nemec. En la versión de 2020, su papel lo protagonizó Owen Teague.

### "El Muchacho"
"El Muchacho" es un criminal proveniente de Luisiana que se encuentra con el Hombre Basura en su camino al oeste. Durante el viaje, Basura se da cuenta de que Muchacho es un psicótico irracional y ambicioso que desea derribar al Hombre Oscuro para conseguir poder. El Muchacho intenta matar a Basura cuando este, por accidente, derrama, una cerveza Coors (su favorita). El Muchacho sodomiza al Hombre Basura con su pistola antes de seguir su camino a Las Vegas. En el Túnel Eisenhower, Flagg envía una manada de lobos para demostrar su poder a Basura. El Muchacho se encierra en su auto y pasa allí una semana hasta que, empujado por la desesperación, abre la puerta encontrando la muerte. Stu, Larry, Glen y Ralph encuentran su cadáver durante su viaje a Las Vegas (Larry lo llama el "Hombre de los Lobos"). Se intuye que Flagg, manipulando de cierta manera su mente, pudo enviar al Muchacho con el Hombre Basura para luego salvarlo y obtener su eterna lealtad. 
En la edición original, la participación de este personaje era menor y sólo se sabía de él a través de flashbacks del Hombre Basura. La versión extendida posee la historia completa de su encuentro con el Hombre Basura, incluyéndola en el momento en que tiene lugar.
En una entrevista, King dijo que "El Muchacho" era la reencarnación de Charles Starkweather, un asesino serial de finales de los años 50.

### Stuart Redman
Stu es un hombre tranquilo de Arnette, Texas, que se encontraba en la estación de gasolina de su amigo Bill Hapscomb la noche en que Charles Campion, el portador inicial de la plaga, chocó contra los surtidores. También fue el primer hombre que se descubrió que era inmune a la supergripe. Stu y muchos de sus vecinos fueron detenidos y estudiados para tratar de elaborar una cura, pero el virus se extendió demasiado rápido y acabó por cobrarse a casi toda la humanidad. Cuando un agente del gobierno llamado Elder trató de matarlo, Stu pudo dominarlo gracias a que la salud de Elder estaba comprometida por la enfermedad. A continuación, Stu escapó del Centro para el Control de Enfermedades en Vermont y viajó por Nueva Inglaterra durante varios días antes de encontrarse con Glen Bateman y luego con Fran Goldsmith y Harold Lauder. Los cuatro continúan hacia el oeste, recogiendo a un puñado de sobrevivientes en el camino, hasta que llegan a Boulder. Stu comienza una relación sentimental con Fran, aceptando incluso al niño no nato de ella, pero a su vez se gana el rencor de Harold, quien estaba enamorado de Fran.
Stu se convierte en el vocero del Comité de la Zona Libre y en su primer Jefe de Policía. Pero luego del intento de asesinato por parte de Harold, Madre Abagail le dice a Stu que debe dirigirse al oeste para enfrentar a Randall Flagg. Stu acepta y lidera a Larry, Glen y Ralph rumbo a Las Vegas, sin embargo se quiebra una pierna en Utah y debe ser abandonado a su suerte. Enfermo, Stu es testigo a la distancia de la destrucción de Las Vegas y más tarde es rescatado por Tom Cullen, quien lo cuida hasta que recupera la salud. Stu y Tom vuelven a Boulder, donde Fran ha dado a luz a su hijo. Más tarde, Stu y Fran se van de Boulder para asentarse en Maine.
En la miniserie para la televisión, fue interpretado por Gary Sinise. En la versión de 2020, su papel lo protagonizó James Mardsen.

### General William "Billy" Starkey
Siendo el oficial al mando del Proyecto Azul, Starkey es consciente de que la supergripe es prácticamente imposible de controlar una vez liberada. Sin embargo, encubre el accidente y la consecuente epidemia durante todo el tiempo que le es posible. Bajo su liderazgo, los periodistas que intentan transmitir la verdad de la situación son asesinados. Irónicamente, es muy amable con sus subordinados. Tras ser despedido por el presidente, Starkey se suicida en el laboratorio donde fue creado el virus.
En la miniserie para la televisión, fue interpretado por Ed Harris. En la versión de 2020, su papel lo protagonizó J. K. Simmons.

### Susan Stern
Susan es una de las mujeres que Stu rescata de un harem donde era retenida contra su voluntad. En Bulder, ella se convierte en uno de los miembros del Comité original de la Zona Libre y recluta a Dayna Jurgens como espía. Curiosamente, un personaje con este mismo nombre aparece en uno de los roles principales de la primera novela de King, "Carrie".
En la miniserie para la televisión, fue interpretada por Cynthia Garris.

### Larry Underwood
Larry es un joven arrogante que, al principio del libro, está comenzando a tener éxito como cantante gracias al debut de su sencillo "Baby, Can You Dig Your Man?" Habiendo contraído deudas con unos traficantes de drogas de Los Ángeles, Larry viaja a Nueva York para visitar a su madre y para esconderse. Cuando la ciudad comienza a caer enferma, Larry acude a ayudar a su madre sólo para verla morir por la supergripe. Poco después, Larry se encuentra con que es una de las pocas personas que quedan con vida en Nueva York. Cuando conoce a una mujer de unos cincuenta años llamada Rita Blakemoor, ambos deciden abandonar Nueva York juntos. Mientras atraviesan el túnel Lincoln para salir de Nueva York, los dos experimentan uno de los capítulos más aterradores del libro. Más tarde, Rita muere aparentemente de una sobredosis inintencional, dejando solo a Larry.
Acechado por los recuerdos de la muerte de Rita y por los sueños de Randall Flagg, Larry se encuentra varios días en un estado semi-catatónico hasta que finalmente cae exhausto en Nueva Hampshire. Tras recuperarse luego de una noche de sueño, Larry viaja a Maine, donde planea pasar el verano hasta que conoce a Nadine Cross y al pequeño Leo Rockway (a quien entonces conocían sólo como "Joe"). Los tres viajan juntos a Ogunquit, Maine, y allí encuentran el cartel y las indicaciones de Harold Lauder. Habiendo decidido seguir las instrucciones, Larry los guía hasta Stovington, Vermont, encontrando a Lucy Swann en el camino y, luego, nuevas instrucciones de Harold de seguir hacia Nebraska. Larry lidera al creciente grupo a Nebraska y luego a Colorado, siguiendo las indicaciones de Harold a través del país. Aunque inicialmente Larry se interesa en Nadine, ella rechaza sus avances, llevándolo a comenzar una relación con Lucy.
Tras llegar a Boulder, Larry se instala junto a Lucy y Leo y se convierte en un miembro del Comité de la Zona Libre. Cuando Nadine intenta acercarse a él, Larry se niega, prefiriendo permanecer con Lucy. Más tarde, Larry irrumpe en la casa de Harold Lauder junto a Fran Goldsmith debido a que Leo le dice que investigue antes que suceda algo terrible. Allí encuentran el diario de Harold y leen sobre sus intenciones de matar a Stuart Redman. Sin embargo, el plan de Harold ya está en movimiento y Stu apenas escapa al intento de asesinato del día siguiente.
Larry abandona Boulder junto a Stu, Ralph y Glen cuando Madre Abigail les da instrucciones de ir al oeste. Larry guía al grupo luego que Stu se quiebra la pierna y debe ser abandonado en el camino a Las Vegas, donde él y Ralph mueren en la explosión nuclear provocada por el arma del Hombre Basura.
En la miniserie para la televisión, fue interpretado por Adam Storke. En la versión de 2020, su papel lo protagonizó Jovan Adepo.

### Julie Lawry
Una adolescente inestable de dieciséis años con un fuerte deseo sexual. Julie se encuentra con Nick Andros y Tom Cullen en Kansas y al principio decide viajar con ellos a pesar de que Nick desconfía de ella. Después de tratar cruelmente a Tom, Nick la golpea y Julie les dispara, pero logran escapar. Finalmente se une a Flagg y es quien le informa a Lloyd del tercer espía. Al final ella muere durante la explosión atómica en Las Vegas.
En la miniserie es interpretada por Shawnee Smith. En la versión de 2020, su papel lo protagonizó Katherine McNamara.

### Leo "Joe" Rockwell
Leo es uno de los personajes más enigmáticos de la novela. Cuando Larry se encuentra a Nadine en Nueva Inglaterra ella viaja con un niño que había encontrado. Leo es salvaje, violento y parece no entender el lenguaje. Nadine lo llama Joe y lo adopta como su hijo. Después de pasar un tiempo con Larry y Lucy Swann parece que se adapta normalmente. Al conocer a Madre Abigail él habla y menciona su verdadero nombre. Él tiene un don extraño (seguramente el resplandor, poder que se ve en otras novelas de King) que le hace desconfiar de Harold. Leo informa a Larry sobre el diario de Harold y cuando Nadine se prepara para salir de la Zona Libre él se transforma en Joe el salvaje. Su historia y su vida antes de la plaga es un completo misterio. Al final él se queda bajo el cuidado de Lucy Swann.

## Adaptaciones
En 1994, la cadena televisiva ABC, estrenó una miniserie llamada Apocalipsis con guion de Stephen King y dirigida por Mick Garris. La misma fue protagonizada por Gary Sinise, Molly Ringwald, Rob Lowe, Miguel Ferrer, Laura San Giacomo, Ossie Davis y Ed Harris. Más tarde, la miniserie fue lanzada en un DVD doble.
En 2020 se lanzó una nueva versión fílmica de la historia. En esta ocasión, se trató de una miniserie de 9 episodios a través de CBS All Access. La adaptación tuvo un nuevo epíllogo, escrito especialmente por Stephen King para la misma.

## Novela gráfica
El año 2011 salió a la venta la novela gráfica por Panini Comics. Fueron 6 tomos recopilatorios dibujados por Mike Perkins y Roberto Aguirre-Sacasa. Basado en la historia de Stephen King.